# Briggs Cunningham
Briggs Swift Cunningham II (ur. 19 stycznia 1907 roku w Cincinnati, zm. 2 lipca 2003 roku w Las Vegas) – amerykański przedsiębiorca, kierowca wyścigowy, konstruktor samochodów wyścigowych oraz menadżer zespołów wyścigowych. Brał udział w wyścigach samochodów oraz jachtów. Jego nazwisko od 2003 roku widnieje na liście International Motorsports Hall of Fame.

## Kariera
Jako inżynier i właściciel zespołu wyścigowego Cunningham udzielał się głównie w wyścigach długodystansowych, między innymi w 24-godzinnym wyścigu Le Mans oraz 12-godzinnym wyścigu Sebring. Zespół Cunninghama zwyciężał w latach 1953-1955 w 12-godzinnym wyścigu Sebring.
W wyścigach samochodowych Cunningham poświęcił się głównie startom w wyścigach zaliczanych do klasyfikacji Mistrzostw Świata Samochodów Sportowych. W latach 1950-1955, 1960-1963 Amerykanin pojawiał się w stawce 24-godzinnego wyścigu Le Mans. W pierwszym sezonie startów stanął na najniższym stopniu podium w klasie S 8.0, a w klasyfikacji generalnej był jedenasty. Dwa lata później odniósł zwycięstwo w klasie S 8.0 (czwarty w klasyfikacji generalnej), a w kolejnych dwóch sezonach stawał na drugim stopniu podium w tej klasie. W latach 1962-1963 startował w klasie GT +3.0, w której był odpowiednio pierwszy i drugi. Poza tym Cunningham startował również w SCCA Club Racing National Championship.